# ネイサン・ヘール (原子力潜水艦)
|           |                                                                   |
| 艦歴      |                                                                   |
| 発注:     | 1961年2月3日                                                      |
| 起工:     | 1962年10月2日                                                     |
| 進水:     | 1963年1月12日                                                     |
| 就役:     | 1963年11月23日                                                    |
| 退役:     | 1986年11月3日                                                     |
| その後:   | 原子力艦再利用プログラム                                          |
| 除籍:     | 1987年1月31日                                                     |
| 性能諸元  |                                                                   |
| 排水量:   | 水上 7,250トン 水中 8,250トン                                     |
| 全長:     | 130 m (425 ft)                                                    |
| 全幅:     | 10.1 m (33 ft)                                                    |
| 吃水:     | 9.6 m (31.5 ft)                                                   |
| 機関:     | 原子力ギアード・タービン                                          |
| 主機関:   | S5W原子炉                                                         |
| 最大速度: | 水上 16 - 20 ノット (30-37 km/h) 水中 22 - 25 ノット (41-46 km/h) |
| 兵員:     | 各班士官13名、兵員130名                                           |
| 兵装:     | 潜水艦発射弾道ミサイル16基 21インチ魚雷発射管4門                  |

ネイサン・ヘール(USS Nathan Hale, SSBN-623)は、アメリカ海軍の原子力潜水艦。ラファイエット級原子力潜水艦の6番艦。艦名は独立戦争の英雄ネイサン・ヘールに因む。

## 艦歴
ネイサン・ヘールの建造は1961年2月3日にコネチカット州グロトンのジェネラル・ダイナミクス、エレクトリック・ボート社に発注され、1962年10月2日に起工した。1963年1月12日にジョージ・ウィーラン・アンダーソン・ジュニア提督の夫人によって進水し、1963年11月23日に就役したが、前日にケネディ大統領が暗殺されたため就役式典は縮小して行われた。
ネイサン・ヘールは1964年5月21日に任務に就く。サウスカロライナ州チャールストンを母港に指定され、大西洋艦隊に所属し戦略抑止哨戒を行った。1970年代はポラリスミサイルを装備していたが、ポセイドンミサイルを運用できるよう改修が行われた。1986年4月までにネイサン・ヘールは大西洋で69回の戦略抑止哨戒を完了した。
第二次戦略兵器制限交渉に基づき、レーガン大統領はネイサン・ヘールの不活性化を決定した。ネイサン・ヘールは1986年11月3日に退役し、1987年1月31日に除籍された。その後はワシントン州ブレマートンで原子力艦再利用プログラムに従って1991年10月2日に解体が始められ、作業は1994年4月5日に完了した。